# 珊瑚纲
珊瑚纲（學名：Anthozoa）是刺胞動物門的一个纲，涵盖海葵、石珊瑚、红珊瑚和已经绝灭的四射珊瑚、横板珊瑚等，均为海生。

## 特征
- 身体为圆筒形单体，或为多种形状的複合群体，终生水螅型。體內多有螢光蛋白，因此珊瑚具有不同顏色的外表。
- 口呈現卵圆或裂缝形，咽喉侧扁。部分物種外皮部分的細胞內部可以與蟲黃藻共生。
- 内腔被体壁伸展的隔膜分为若干小室，隔膜上部与咽喉相连接，下部游离，游离缘有弯曲肥厚的隔膜丝，被稱作腸係膜，其上有生殖腺。
- 雌雄大部分同體，少數异体。有卵同時排放的特殊生殖生態。
- 有些珊瑚外层能分泌石灰质的骨骼，在海洋中堆积成珊瑚礁。

## 分类
- 珊瑚綱 Anthozoa[3]
  - †皱纹珊瑚亞綱 Rugosa
    - †异珊瑚目 Heterocorallia
    - †羽珊瑚目 Pterocorallia
    - †十字珊瑚目 Stauriida
    - †立體角珊瑚目 Stereolasmatina

  - †橫板珊瑚亚纲 Tabulata
    - †喇叭孔珊瑚目 Auloporida
    - †Halysitida目
    - †日射珊瑚目 Heliolitida
    - †蜂巢珊瑚目 Favositida
    - †Lichenariida目
    - †Sarcinulida目
    - †Syringoporida目

  - 六放珊瑚亞綱 Hexacorallia[4]
    - 海葵目 Actiniaria
      - 本海葵亚目 Enthemonae
      - 非本海葵亚目 Anenthemonae

    - 黑角珊瑚目 Antipatharia
    - 类珊瑚目 Corallimorpharia
    - †掌形珊瑚目Hexanthiniaria
    - †基爾布喬珊瑚目 Kilbuchophyllida
    - 石珊瑚目 Scleractinia
    - 六放珊瑚目 Zoantharia

  - 八放珊瑚亞綱 Octocorallia 
    - 軟珊瑚目Malacalcyonacea
    - 鈣軸硬珊瑚目Scleralcyonacea

  - 角海葵亚纲 Ceriantharia
    - 角海葵目 Cerianthria
    - 目 Penicillaria
    - 目 Spirularia